# Grand Raid
La Grand Raid o La diagonale des fous (Diagonal dels bojos) és una cursa de muntanya d'ultradistància que se celebra des del 1989. És a l'illa de la Reunió, un departament d'ultramar francès de l'oceà Índic situat entre Madagascar i Maurici.
La ruta, amb 162 km i un desnivell de 9643 m és coneguda per la seva "enorme dificultat". En la primera edició hi van participar 550 persones. Cada any hi participen uns 3500 corredors, els primers dels quals arriben amb menys de 24 hores i els últims tarden 64 hores en acabar. La meitat dels participants són autòctons. Només el 70% dels que comencen la cursa l'acaben. La cursa és a l'octubre.